# Kleiner Kastavensee

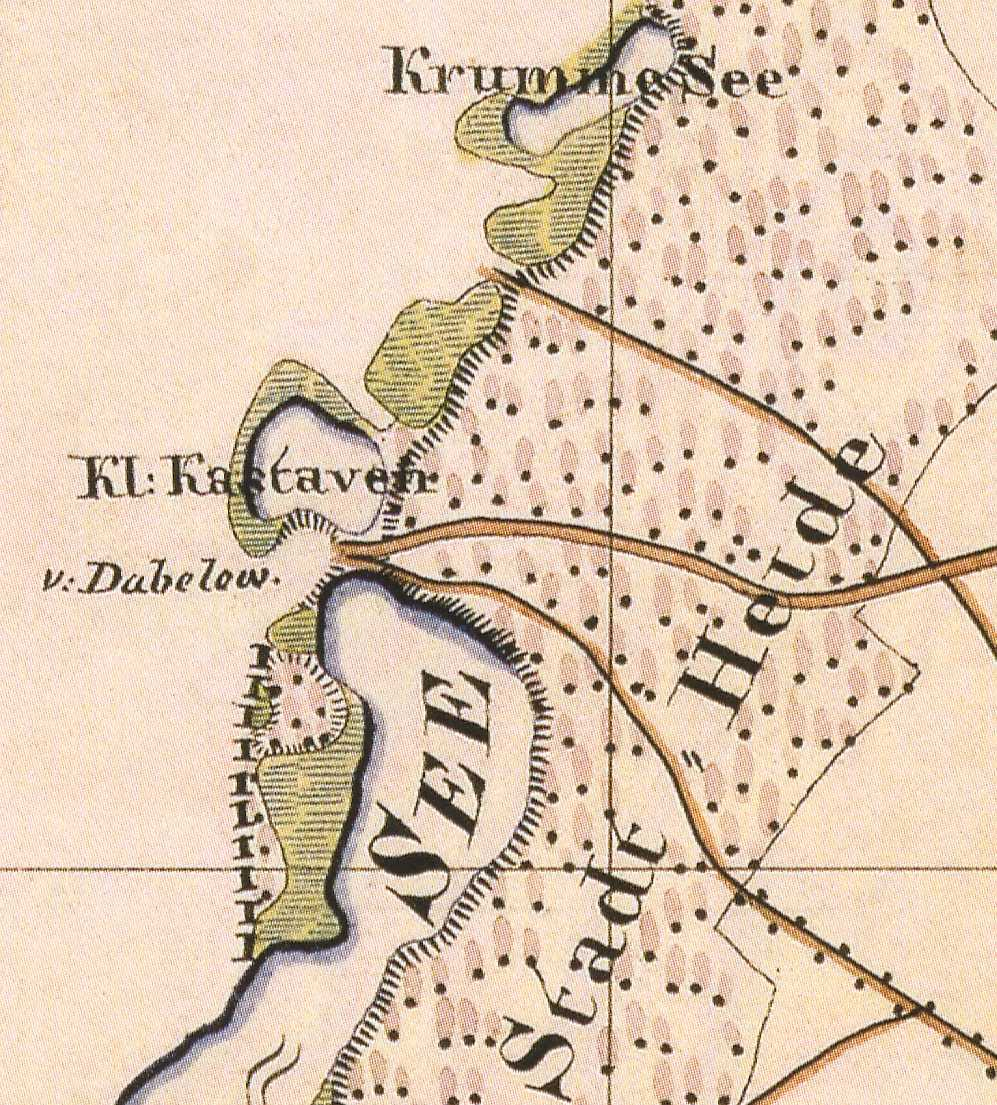
Kleiner Kastavensee. Ausschnitt aus dem Urmesstischblatt 2745 Blatt Lychen von 1825

Der Kleine Kastavensee ist ein kleiner natürlicher See im Naturraum des Neustrelitzer Kleinseenlandes und im Naturpark Uckermärkische Seen im Landkreis Uckermark (Brandenburg). Er liegt auf der Gemarkung Retzow, einem Ortsteil der Stadt Lychen.

## Geographie und Hydrographie
Der Kleine Kastavensee liegt auf der Gemarkung von Retzow, einem Ortsteil der Stadt Lychen. Er liegt nördlich des Großen Kastavensees, ist jedoch mit nur 3,43 ha sehr viel kleiner als dieser, immerhin 62,5 ha große See. Der Wasserspiegel liegt bei etwa 62 m ü. NHN

## Geschichte
Der See wurde bereits 1299 erstmals urkundlich genannt (stagnum Lutke Karstauel). Er gehörte neben 38 anderen namentlich genannten Seen zur Erstausstattung des Klosters Himmelpfort. Das Kloster hatte das alleinige Nutzungsrecht auf diesem See.
Die Deutung des Namens ist schwierig. Sophie Wauer im Brandenburgischen Namenbuch favorisiert eine Ableitung von einer altpolabischen Grundform *Karstavel zu *karstav- „rauh, voll Blattern, Pocken“. Da in der Nähe drei Seen dieses Namens liegen (Großer Kastavensee, Kleiner Kastavensee und Oberkastavensee), ist nicht zu entscheiden, ob es sich um einen ursprünglichen Ortsnamen oder einen übertragenen Gewässernamen handelt.
1556 wurde der See Kastauel sehe oder Kostauel Sehe genannt. Aus dem Jahr 1574 stammen die Schreibweisen „Castibel“ und „Casthafel“. 1770 näherte sich die Schreibweise mit Castaven bereits sehr der heutigen an. Im Urmesstischblatt von 1825 ist bereits der heute noch gebräuchliche Name benutzt.

## Belege